# The Spanish Jade (film 1915)
The Spanish Jade è un film muto del 1915 diretto da Wilfred Lucas. La sceneggiatura di Louis Joseph Vance si basa sull'omonimo romanzo di Maurice Hewlett, pubblicato a New York nel 1908. Vance adattò il testo del romanzo anche per il teatro.
Il romanzo venne in seguito portato sullo schermo nel 1922 da John S. Robertson con un altro The Spanish Jade prodotto dalla Paramount.

## Trama
Nella Spagna di metà Ottocento, Manuela gira il paese insieme a un musicante girovago al quale è stata venduta da bambina. Durante uno dei loro vagabondaggi, incontra Bartolomeo, che si innamora di lei e la prende con sé dopo avere ucciso il suo padrone. L'uomo, che ha abbandonato la sua casa per vivere sulla strada, vuole spingere la ragazza ad aiutarlo a derubare l'inglese Osmund Manvers ma quest'ultimo salva Manuela da una banda di lestofanti e se na va con lei. Bartolomeo minaccia la ragazza, ma lei si difende e lo accoltella, uccidendolo. Quando Don Luis, il padre di Bartolomeo, viene a sapere della morte del figlio, sfida a duello Manvers che, però, rifiuta di battersi. Il domestico di Bartolomeo, Tormillo, allora lo ferisce al braccio. Manuela offre la propria vita per salvare l'amato e don Luis cede alle sue preghiere. Tormillo, invece, non vuole rassegnarsi e si prepara alla vendetta. Gil Perez, domestico e amico di Manvers, pensa di risolvere la questione avvelenando l'altro; ma quando gli offre da bere, Tormillo pretende che sia Gil a bere per primo e questi, per salvare il proprio padrone, beve. In questo modo, tutti e due i servitori muoiono avvelenati.

## Produzione
Il film fu il primo prodotto dalla compagnia di Vance, la Fiction Pictures, Inc.

## Distribuzione
Distribuito dalla Paramount Pictures, il film uscì nelle sale statunitensi l'11 aprile 1915.
Non si conoscono copie ancora esistenti della pellicola che viene considerata presumibilmente perduta.